# Thượng bảo tào
Thượng bảo tào (尚寶曹, Imperial Seals Section) là một trong 4 tào Nội các (Bí thư tào, Biểu bạ tào, Thừa vụ tào, Thượng bảo tào) thời Nguyễn Minh Mạng. Thượng bảo tào chuyên trách việc coi giữ Kim Ngọc bảo tỷ, ấn triện, kiềm ký, và nha bài. Phụ trách việc đóng dấu vào văn bản trong đó đặc biệt là các bảo tỷ của vua. Đồng thời chịu trách nhiệm sao lục các văn bản có ngự bút châu phê chuyển đi, còn giữ lại bản chính châu bút gửi lại cho Biểu bạ tào lưu trữ.
Thượng bảo nguyên là một tự tên Thượng bảo tự trong quan chế Lục tự được thành lập thời Hồng Đức.
Thời Nguyễn Gia Long, Thượng bảo tự là một ty với tên gọi Thượng bảo ty cùng Tam nội viện (Thị thư viện, Thị hàn viện, Nội hàn viện) giúp vua việc văn phòng và ấn tín.
Thời Nguyễn Minh Mạng 10 (1829), Thượng bảo ty được đổi thành một trong 4 tào tại cơ quan Nội các với tên gọi mới là Thượng bảo tào. Vị chưởng quan Thượng bảo tào là Thượng bảo tự khanh trật Tòng tam phẩm. Vị phó quan Thượng bảo tào là Thượng bảo tự thiếu khanh trật Chánh tứ phẩm.
Thời Nguyễn Thiệu Trị 4 (1844), Thượng bảo tào được đổi tên thành Thượng bảo sở với nhiều trách nhiệm hơn.